# The Bricks
The Bricks — второй альбом рэп-группы Outsidaz, выпущен 22 мая 2001 года на лейбле Rufflife Records, производством занимались Rockwilder, DJ Twinz, DJ Spunk, Hotrunner, Mr.Porter, Gov Mattic, Self-Service и Dukewone. The Bricks достиг 48 позиции в Top R&B/Hip-Hop Albums, 48 в Top Heatseekers и 29 позиции в Independent Albums.

## Список композиций
1. «Intro»
2. «Keep On»
3. «Who You Be»  (совместно с Method Man и Redman)
4. «Interlude»
5. «I'm Leavin'»  (совместно с Kelis и Rah Digga)
6. «State To State»
7. «Interlude»
8. «Sign Of The Power»
9. «Hell Yeah»
10. «Rehab»
11. «We Be The O’s»
12. «Music»  (совместно с Rah Digga)
13. «Interlude-Yo Doe Doe»
14. «The Bricks»
15. «Money, Money, Money» (пародия) (дополнительный трек)